# Ил Казоне (Форли-Чезена)
Ил Казоне (итал. Il Casone) је насеље у Италији у округу Форли-Чезена, региону Емилија-Ромања.
Према процени из 2011. у насељу је живело 78 становника. Насеље се налази на надморској висини од 19 м.